# Смилянич, Душан
Душан «Дуя» Смилянич (сербохорв. Душан "Дуја" Смиљанић / Dušan "Duja" Smiljanić; 1893, Ябучье — 13 мая 1945, Ягоштица) — югославский военный деятель, полковник Югославской королевской армии и Югославских войск на родине.

## Биография
Участник Первой мировой войны, в составе армии Сербии участник прорыва Салоникского фронта. Награждён Албанской памятной медалью. Войну с нацистской Германией встретил в звании капитана. В июне 1941 года перешёл под командование генерала Дражи Михаиловича. До конца 1941 года командовал Гружанским четницким отрядом, до весны 1944 года — командир 1-го Шумадийского и Шумадийского ударных корпусов, имел звание подполковника.
В составе Гружанского четницкого отряда Смилянич освободил Горни-Милановац 28 сентября 1941 года и взял в плен группу немецких солдат, которых отвёл на Равну-Гору. 24 ноября 1943 года Смилянич встретился с союзной миссией Альберта Сайца, Билла Хадсона и Уолтера Мэнсфилда в деревне Каменица. В октябре 1944 года после вступления советских войск на территорию Сербии участвовал в битве за Чачак под командованием Предрага Раковича против немецких войск, оказывая тем самым помощь советской армии. Позже ушёл в Боснию, чтобы затем перейти Дрину и вернуться в Сербию.
11 мая 1945 года Шумадийский ударный корпус стал личной охраной командования Югославских войск на родине, вымотанных битвой на Зеленгоре против партизан. 13 мая того полковник Душан Смилянич направился к Яхорине, но при попытке перейти Дрину он погиб, а подполковник Драгутин Кесерович попал в плен. Партизаны требовали от Смилянича сдаться, крича, что захватили в плен полковника Кесеровича, но умирающий Смилянич отказался наотрез.